# Toro-piscine

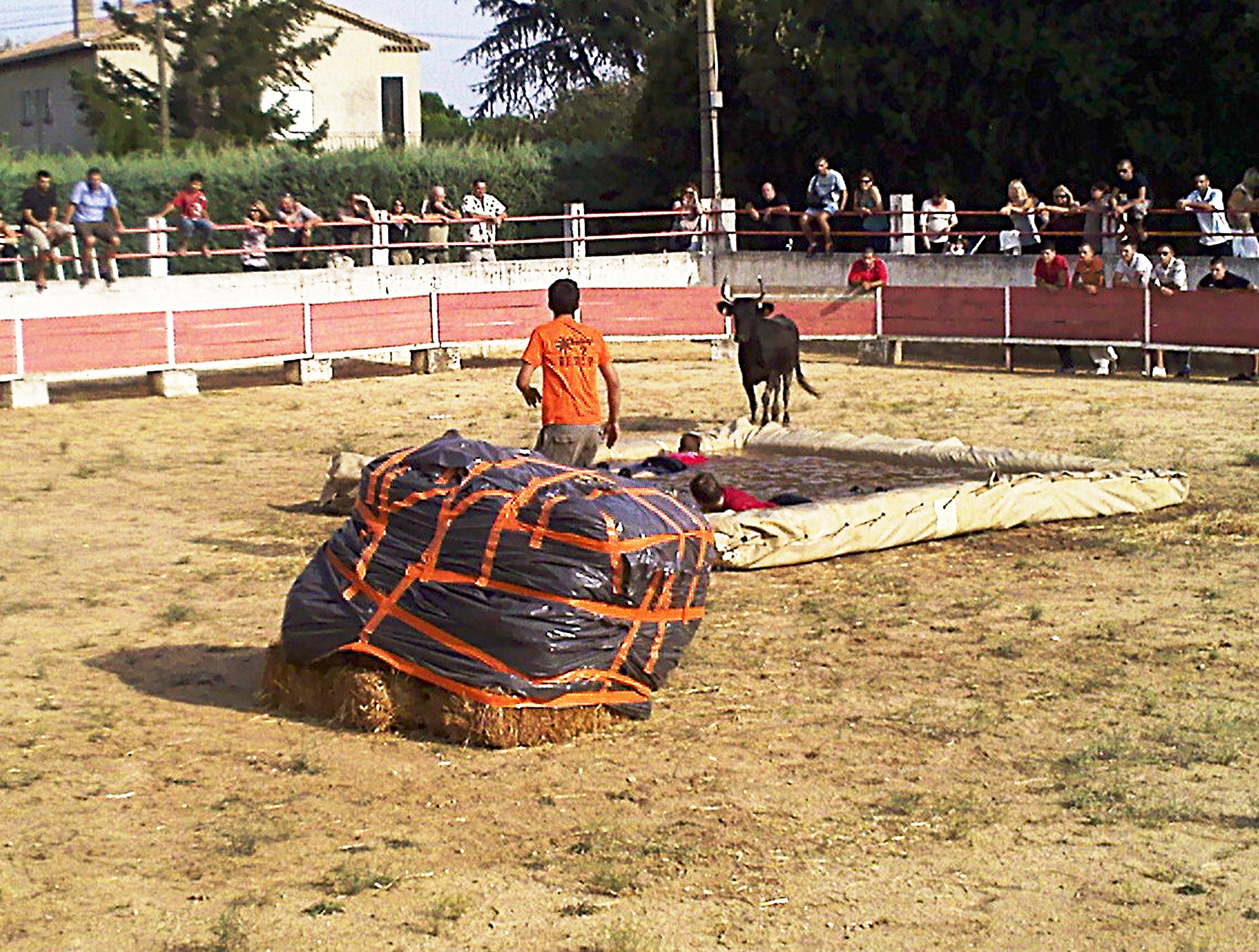
Toro-piscine à Orsan

Le toro-piscine ou taureau-piscine, fait partie des jeux taurins où l'animal n'est pas mis à mort. Pratique tauromachique ludique comme l'encierro, ou l'abrivado , c'est un jeu d'adresse, d'esquive et de feinte. Ce spectacle a lieu pendant les fêtes votives, dans les villages ou les stations balnéaires, toujours en été.
Il est pratiqué  en relation avec la course landaise, dans le sud-ouest de la France, et en relation avec la course camarguaise dans le sud-est de la France. Il est très populaire dans les stations balnéaires et il participe aux jeux d'Interville.

## Description
Le bétail se compose de vachettes aux cornes emboullées. La piscine est disposée au centre de l'arène. Elle est généralement carrée, faite de ballots de paille recouverts d'une bâche de matière plastique.
Le jeu consiste à attirer la vachette dans l'eau. Le gagnant reçoit une prime symbolique, souvent réglée en nature. La  règle est la même dans le sud ouest que dans le sud est.
En Camargue, le toro-piscine se pratique souvent la nuit. Il connaît un succès commercial non négligeable. Il constitue pour les manadiers un test de sélection pour les vaches. Ils prennent note des plus agressives qui seront utilisées comme reproductrices pour le bétail de la course camarguaise.
Pour les jeunes candidats, c'est parfois un test d'essai pour les rasets. Mais le toro piscine est  surtout « un mode d'inversion de la tauromachie camarguaise sérieuse ».
Cette pratique tauromachique bouffonne ne doit cependant pas être confondue avec le toreo comique qui implique des professionnels, alors que le toro-piscine s'adresse plutôt à des amateurs.

## Un jeu très populaire
Le toro-piscine est un de ces jeux populaires qui « élargissent considérablement la base des pratiques tauromachiques, et dont le nombre d'évènements s'élève entre 2000 et 3000 par an » comprenant aussi les toroballs  et les courses de nuit.
Ce jeu a beaucoup de succès dans le sud-ouest, en particulier dans les stations balnéaires  qui s'étendent bien au-delà  de la zone d'extension de la course landaise (départements du Gers, des Landes, des Pyrénées-Atlantiques).
Dans le sud-est, en Camargue surtout, ce jeu a lieu lors de fêtes de village. Mais il se déroule aussi bien dans des arènes de stations balnéaires que pendant les jeux d'Interville. À Aigues-Mortes en octobre, des arènes improvisées sont organisées pour le toro-piscine : comme un cirque, en quadrilatère, avec de petites tribunes en bois comparables à celles des théâtres et installées sur les places ; les jeunes candidats s'abritent dans des pneus empilés ; la piste réservée aux vaches s'accompagne d'une contre-piste assez large pour que le public puisse y pénétrer.